# Özlem Gezer
Özlem Gezer (ur. 1981 w Hamburgu-Eppendorfie) – niemiecka dziennikarka pochodzenia tureckiego.

## Życiorys
Urodziła się w tureckiej rodzinie i wychowała się w hamburskiej dzielnicy St. Pauli. W szkole z trudnością adaptowała się wśród niemieckich koleżanek. W artykule "Warum ich nie zu einer richtigen Deutschen wurde" (Dlaczego nigdy nie zostałam prawdziwą Niemką) w tygodniku "Der Spiegel z 4 listopada 2013 opisuje swoje powolne wejście w świat kultury niemieckiej.
Rozpoczęła studia prawnicze na uniwersytecie w Hamburgu, ale przerwała je, by studiować dziennikarstwo w szkole im. Henri Nannena. W osiemnastym roku życia rozpoczęła pracę dziennikarską na stanowisku niezależnego współpracownika tygodnika ilustrowanego stern oraz korespondentki telewizji ZDF w Stambule. Po ukończeniu studiów została w styczniu 2012 redaktorką w dziale do spraw Niemiec tygodnika informacyjnego Der Spiegel, następnie w dziale spraw społecznych tegoż tygodnika.
Jest m.in. autorką korespondencji o trzęsieniu ziemi w Gölcük 1999, zajmowała się sprawą Austriaka Josefa Fritzla, który latami więził i molestował swoją córkę w podziemnym ukryciu, o masakrze w szkole w Winnenden oraz o islamistycznym ugrupowaniu terrorystycznym w Sauerlandzie. Zajmowała się też sprawą imigracji ekonomicznej obywateli państw, które weszły do Unii Europejskiej w roku 2004. Stworzyła również reportaż o kolekcjonerze dzieł sztuki Corneliusie Gurlittcie (1932–2014), który przechowywał w swoim mieszkaniu cenne dzieła sztuki odziedziczone po swoim ojcu, hitlerowskim handlarzu dziełami sztuki.

## „Hate Poetry“
Od roku 2013 Özlem Gezer wraz z dziennikarzami: Deniz Yücel, Yassin Musharbash, Mely Kiyak, Özlem Topçu, Hasnain Kazim, Doris Akrap i Ebru Taşdemir uczestniczy w „antyrasistowskiej akcji odczytowej“ Hate Poetry (poetyka nienawiści) w której odczytuje w stylu Poetry Slam listy niemieckich rasistów. W roku 2014 zespół założycielski Hate Poetry otrzymał nagrodę specjalną „Dziennikarza Roku”. Dziennik "Die Welt" zauważył. że "rzadko rasizm bywał tak zajmujący", podczas gdy "Die Tageszeitung" wspominała o "katarktycznym odczycie".

## Nagrody i wyróżnienia
- 2011: Nagroda im. Helmuta Stegmanna za reportaż o bułgarskim handlarzu siłą roboczą oraz o pracujących na czarno robotnikach dniówkowych[1]
- 2013: Nagroda „Dziennikarz roku“ ufundowana przez Medium Magazin w kategorii debiutantów (wspólnie z Anitą Zielina)
- 2014: Nagroda im. Henri Nannena w kategorii „najlepszy reportaż“ za artykuł w tygodniku „Der Spiegel“ o kolekcjonerze sztuki Corneliusie Gurlittcie